# Hindouisme en France
Voir aussi
La communauté hindoue en France se compose de quelques résidents de longue date et de nombreux immigrants récents. Bien que l'hindouisme ne constitue pas une grande partie de la population, il semble croître rapidement car il est en réalité récent ; la population hindoue actuelle de la France est d’environ 150 000 personnes contre 50 000 environ en 1993.
L'hindouisme est une religion minoritaire en France, la plupart des hindous en France sont principalement des Tamouls srilankais. Bien qu'il existe de nombreux hindous d'Inde (diaspora indienne), du Népal, d'Afghanistan, de Maurice et d'autres pays. Il existe aussi des hindous français qui peuvent avoir des origines indiennes ou non
La population est la quatrième en importance en Europe, après ceux du Royaume-Uni, des Pays-Bas et de l'Italie.

## Hindouisme dans les départements et territoires français d'outre-mer

### Hindouisme en Martinique
L'hindouisme est suivi en Martinique par les Indo-Martiniquais. Bien que les Indo-Martiniquais représentent environ 10 % de la population de l'île de la Martinique, seuls quelques hindous sont présents. Seuls 15 % des Indo-Martiniquais sont hindous.

### Hindouisme en Guyane
En 2010, l'hindouisme est suivi par 1,6% de la population de la Guyane, il est pratiqué principalement par les descendants des Indo-Guyaniens, qui étaient environ 10 000 en 2014.

### Hindouisme à la Réunion
Il est impossible de savoir avec précision combien il y a d'hindous à la Réunion. Les estimations du nombre d'hindous pratiquants varient de 6,7 % à 10,7 %. La plupart des grandes villes ont un temple hindou en activité. L'hindouisme est pratiqué principalement par les descendants des Indo-Réunionnais.

### Hindouisme en Guadeloupe
L'hindouisme est pratiqué par certains Indo-Guadeloupéens en Guadeloupe. Selon une Statistique, l'hindouisme est suivi par 0,5 % des Guadeloupéens.

## Personnalités française ayant été influencé par l'hindouisme
- Alexandra David-Néel
- René Guénon
- Mirra Richard
- Romain Rolland
- Satprem
- François Gautier
- Voltaire

## Hindous français notables
- Alain Daniélou, historien, intellectuel, musicologue, indologue français et occidental converti à l'hindouisme shivaïte.
- Arnaud Desjardins, journaliste français, réalisateur, disciple principal de Swami Prajnanpad.
- Henry Sidambarom, juge de paix du canton de Capesterre-Belle-Eau et défenseur de la cause des travailleurs indiens en Guadeloupe.
- Vikash Dhorasoo, membre de l'Équipe de France de football à la Coupe du monde de 2006. Il est d'origine mauricienne (indo-mauricienne), habitant de la ville de l'Havre.
- Mahina Khanum, danseuse, chorégraphe et professeure de la danse classique odissi, de la danse sambalpuri, de la danse Bollywoodienne (en) et d'autres danses indiennes telles que le Bhangra/Giddha. Elle est d'origine indienne, habitante de la ville de Paris et disciple de Guru Shankar Behera ainsi que de Madhavi Mudgal.